# Río Cotaxtla
El río Cotaxtla es un río de México de la vertiente costera del golfo de México, el principal afluente del río Jamapa.
El río Cotaxtla nace en la zona limítrofe entre los estados de Puebla y Veracruz, a una altitud de unos 4.700 metros sobre el nivel del mar, donde lleva el nombre de barranca de Chocomán. El río avanza hacia el oeste en terreno accidentado y con elevadas pendientes, alimentado por las laderas del volcán Citlaltépetl. Luego pasa por Córdoba (186.623 hab. en 2010), donde lleva el nombre de río Seco. Finalmente desemboca en el río Jamapa por la margen izquierda.
Otras localidades por donde pasa son Coscomatepec y la pequeña ciudad homónima de Cotaxtla (1.163 hab.).